# حسن بن موسی نوبختی
حسن بن موسی نوبختی عالم شیعه سده‌های سوم قمری (نهم میلادی) بود. ابوسهل نوبختی (۲۳۷-۳۱۱ قمری)، متکلم امامیه، دایی اوست.
کتاب مهم او فرق الشیعه است که در سال ۱۹۳۱ توسط هلموت ریتر به انگلیسی نیز ترجمه شده است.
کتاب او  اختصارِ كون و فساد ارسطو نشان میدهد از مترجمان نهضت ترجمه و دارالحکمه بوده یا با آنها مجالست داشته‌است.  گروهی از معتزله ابومحمد را از هم مسلکان خود دانسته‌اند اما این ادعا نادرست است و عناوین کتابهای منسوب به وی نیز، به خوبی بر این حقیقت گواهی می‌دهند.

## آثار
- کتاب الآراء و الدیانات[۴] که به گفتهٔ ابن‌ندیم ناتمام ماند.[۵]
- جوابات لأبی‌جعفر بن قبه[۶]
- جوابات لأبی‌جعفر بن قبه، که تصریح شده این اثر غیر از کتاب پیشین است.[۶]
- حجج طبیعیه مستخرجة من کتب ارسطاطالیس فی الردّ علی من زعم أنّ الفلک حی ناطق[۶]
- شرح مجالسة مع ابی‌عبدالله بن مَمَلک[۶]
- کتاب اختصار الکون و الفساد لأرسطالیس[۷]
- کتاب الاحتجاج لمعمّر بن عبّاد و نصرة مذهبه[۷]
- کتاب الأرزاق و الآجال و الأسعار[۶]
- کتاب الاعتبار و التمییز و الانتصار[۶]
- کتاب الانسان[۸]
- کتاب التنزیه و ذکر متشابه القرآن[۹]
- کتاب الامامة، این کتاب ناتمام ماند[۱۰]
- کتاب التوحید الصغیر[۶]
- کتاب التوحید الکبیر[۶]
- کتاب التوحید و حدث العالم[۱۱]
- کتاب الجامع فی الامامة[۱۲]
- کتاب الحجج فی الامامة[۹] که آن را کتابی مختصر معرفی کرده‌است.
- کتاب الخصوص و العموم[۶]
- کتاب الردّ علی ابی‌الهذیل العلّاف فی أنّ نعیم اهل الجنّة منقطع[۶]
- کتاب الردّ علی ابی‌علی الجبّائی فی ردّه علی المنجمین[۱۳]
- کتاب الردّ علی اصحاب التناسخ: شیخ طوسی از این کتاب با عنوان کتاب الردّ علی اصحاب التناسخ و الغلاة نام برده‌است[۱۴]
- کتاب الردّ علی اصحاب المنزلة بین المنزلتین فی الوعید[۹]
- کتاب الردّ علی اهل التعجیز در نقض کتاب ابو عیسی وراق[۱۵]
- کتاب الردّ علی اهل المنطق[۶]
- کتاب الردّ علی ثابت بن قُرّه[۹]
- کتاب الردّ علی الغلاة؛ مسعودی از این کتاب با عنوان الردّ علی الغلاة و غیرهم من الباطنیة نام برده‌است.[۱۶]
- کتاب الردّ علی فرق الشیعة ما خلأ الامامیه[۱۲]
- کتاب الردّ علی المجسّمة؛[۹]
- کتاب الردّ علی من أکثر المنازلة[۹]
- کتاب الردّ علی المنجمین؛[۹]
- کتاب الردّ علی الواقفة[۹]
- کتاب الردّ علی یحیی بن اصفح فی الامامة[۹]
- کتاب فرق الشیعه[۱۷][۱۸]
- کتاب فی الإستطاعة علی مذهب هشام[۹]
- کتاب فی الجبر[۹] کتابی بزرگ در موضوع جبر است.
- کتاب فی الخبر الواحد و العمل به[۹]
- کتاب فی الردّ علی من قال بالرؤیة للباری عزّوجل[۹]
- کتاب فی المرایا و جهة الرؤیة فیها[۹]
- کتاب الموضح فی حروب امیرالمؤمنین[۹]
- کتاب النقض علی ابی‌الهذیل فی المعرفة؛[۹]
- کتاب النقض علی جعفر بن حرب فی الامامة[۹]
- کتاب النکت فی الردّ علی ابن‌راوندی[۶] مجالس او با ابوالقاسم بلخی که خود نوبختی گردآورده است.[۹]
- مختصر الکلام فی الجبر[۱۹]
- مسائلة للجبائی، در مباحث پراکنده[۹]
- الردّ علی بطلمیوس فی هیئة الفلک و الارض: ابن‌طاووس این اثر را در اختیار داشته[۲۰] و در آن نام کتاب به «الرصد علی بطلمیوس» تصحیف شده‌است.